# Triangolo iperbolico

Un triangolo iperbolico nel modello del disco di Poincaré. La somma degli angoli interni è sempre minore di.

Un triangolo iperbolico è un triangolo in geometria iperbolica.

## Definizione
Un triangolo nel piano iperbolico {\displaystyle \mathbb {H} ^{2}} è un poligono iperbolico con 3 lati.
In alcuni casi, si ammette nella definizione anche la possibilità che alcuni dei 3 vertici siano dei punti all'infinito. Se tutti e tre i punti sono all'infinito, il triangolo è detto ideale. In ogni caso, il triangolo è determinato dai suoi 3 vertici (non allineati). Una definizione rigorosa è la seguente.
Siano {\displaystyle P,Q,R} tre punti appartenenti al piano iperbolico o alla circonferenza all'infinito. Si suppone che questi non siano allineati, cioè che non siano contenuti in un'unica retta. I tre punti determinano quindi tre rette distinte {\displaystyle r_{1},r_{2},r_{3}}, ciascuna delle quali interseca due dei tre punti (all'interno del disco o all'infinito). Sia {\displaystyle H_{i}} il semipiano delimitato da {\displaystyle r_{i}} contenente tutti e tre i punti. Il triangolo iperbolico determinato da {\displaystyle P,Q,R} è l'intersezione {\displaystyle H_{1}\cap H_{2}\cap H_{3}}.

## Proprietà

### Congruenza
Per quanto riguarda la congruenza tra triangoli aperti, valgono i seguenti teoremi:
Teorema I: Se due triangoli hanno congruenti il lato finito e uno dei due angoli, allora hanno congruente anche l'altro angolo.
Teorema II: Se due triangoli aperti hanno congruenti gli angoli, allora hanno congruenti anche il lato finito.
Teorema III: In un triangolo aperto un angolo esterno è maggiore dell'angolo interno non adiacente.
Dal teorema II si ricava che nella geometria iperbolica i triangoli aperti possono essere congruenti ma non simili. E dunque un triangolo aperto è individuato unicamente dai suoi angoli.
Il teorema III può considerarsi l'analogo del Teorema XXIX di Euclide, che è dimostrato utilizzando per la prima volta negli Elementi,  il V Postulato.
In tutti i teoremi precedenti il XXIX,  Euclide non utilizzano il V Postulato, pertanto hanno piena validità anche nella geometria iperbolica.
Tutti i  teoremi degli Elementi di Euclide successivi al XXIX  (fa eccezione solamente il teorema XXXI) utilizzano il Postulato delle Parallele, pertanto non possono essere validi nella geometria Iperbolica.

### Somma degli angoli  interni  di un triangolo e di un poligono
Nel XVIII secolo Legendre dimostrò lo stretto legame esistente tra il Postulato delle parallele ed i teoremi relativi alla somma degli angoli interni di un triangolo, in particolare dimostrò il seguente teorema:
Teorema 1: La somma degli angoli interni di un triangolo è sempre minore di due angoli retti.
Il teorema ha validità generale indipendentemente dal V Postulato, infatti Legendre dimostrò che  se la somma degli angoli interni di un triangolo è pari ad un angolo retto, allora vale il V Postulato di Euclide.
Da esso segue il teorema:
Teorema 2: La somma degli angoli di un quadrilatero è minore di quattro angoli retti.
I criteri relativi alla congruenza dei triangoli restano veri anche nella geometria iperbolica, ad essi si aggiunge  un ulteriore criterio:
Teorema  3: Due triangoli che hanno i tre angoli congruenti sono congruenti
La dimostrazione è interessante infatti è effettuata per assurdo e verifica che se esistessero due triangoli simili non congruenti varrebbe il V postulato di Euclide.

### Difetto angolare
Definizione: Si dice difetto angolare di un triangolo ABC di angoli a, b, c, la differenza:
```
d(P)=2R-(a+b+c)
```

Proprietà 1: Se un triangolo è diviso in due triangoli da una trasversale passante per uno dei vertici, il difetto angolare del triangolo è pari alla somma dei difetti angolari dei due sottotriangoli.
Generalizzando si ha che
Proprietà 2: Se un triangolo è suddiviso in più triangoli in modo qualsiasi, il difetto angolare del triangolo è uguale alla somma dei difetti angolari di tutti i triangoli della suddivisione

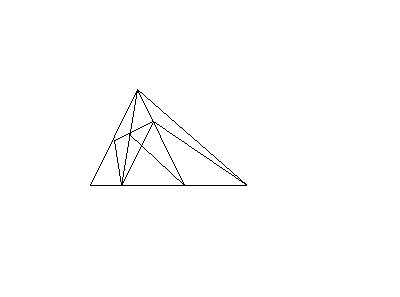

Proprietà 3: Il difetto angolare di un poligono è dato dalla somma dei difetti angolari dei triangoli di una sua qualsiasi suddivisione.
In particolare  una poligonale P di n lati, con somma degli angoli interni pari ad S vale:
d(P)=2(n-2)R-S
Come possiamo osservare il difetto angolare ha la proprietà di equi scomponibilità.